# 신남중학교 (서울)
신남중학교(新南中學校)는 대한민국 서울특별시 양천구 신월동에 위치한 공립 중학교로, 1984년에 개교하였다.

## 학교 연혁
- 1984년 1월 9일 : 신남중학교 설립인가
- 1984년 1월 16일 : 초대 이철영 교장 취임
- 1984년 3월 5일 : 제1회 입학식 거행(남 8, 여 7학급)
- 1984년 5월 6일 : 신남중학교 개교식
- 1987년 2월 13일 : 제1회 졸업식(남 544명, 여 469명)
- 2010년 1월 9일 : 서울특별시 좋은학교 만들기 자원학교 지정
- 2012년 3월 1일 : 교육복지특별지원학교 지정
- 2016년 3월 1일 : 제12대 이주암 교장 취임
- 2017년 2월 7일 : 제31회 졸업식
- 2018년 9월 1일 : 제13대 강희정 교장 취임
- 2022년 2월 10일 : 제36회 졸업식 (남 88명, 여 124명 총 212명)
- 2022년 3월 2일 : 제39회 입학식 (남 96명, 여 104명 총 200명)

## 참고 자료
- 신남중학교 - 한국교육학술정보원 학교알리미